# 1931 en combiné nordique
| Années du combiné nordique : 1928 - 1929 - 1930 - 1931 - 1932 - 1933 - 1934    |
| Décennies du combiné nordique : 1900 - 1910 - 1920 - 1930 - 1940 - 1950 - 1960 |

Cette page reprend les résultats des différentes compétitions de combiné nordique de l'année 1931.

## Festival de ski d'Holmenkollen
L'épreuve de combiné de l'édition 1931 du festival de ski d'Holmenkollen fut remportée par le norvégien Johan Grøttumsbråten : il remportait là, devant son compatriote Ole Stenen, sa cinquième et dernière victoire de l'épreuve. En troisième position arriva le vainqueur de l'année précédente, norvégien lui aussi, Hans Vinjarengen.

## Jeux du ski de Lahti
L'épreuve de combiné des Jeux du ski de Lahti 1931 fur remportée par le finlandais E. Uosikkinen devant ses compatriotes H. Ilvonen et Pertti Mattila.

## Championnat du monde
Le championnat du monde a eu lieu le 13 février à Oberhof (Allemagne). Il a été remporté par le norvégien Johan Grøttumsbråten devant ses compatriotes Sverre Kolterud et Arne Rustadstuen.

## Championnats nationaux

### Allemagne
Le championnat d'Allemagne a couronné Gustl Müller.

### Finlande
Le championnat de Finlande a vu Aarne Valkama arriver en deuxième position. Les autres informations relatives à cette épreuve manquent.

### France
Le championnat de France a couronné Raymond Berthet, comme deux ans auparavant.

### Italie
Le championnat d'Italie a couronné Normanno Tavernaro devant Bruno Caneva (it)
et Mario Bonomo (de).

### Norvège
Le championnat de Norvège s'est tenu à Hamar. Il a couronné Ole Stenen devant Kaare Busterud et Hans Vinjarengen.

### Pologne
Le championnat de Pologne a été remporté par Władysław Żytkowicz.

### Suède
Le championnat de Suède a couronné Karl Pettersson, du club IF Friska Viljor. Ce club a remporté le titre des clubs.

### Suisse
Le championnat de Suisse s'est déroulé à Adelboden. Il a couronné David Zogg, d'Arosa.